# Eber Vera
Eber Nicolás Vera (Misión Tacaaglé, Argentina; 24 de marzo de 1994) es un futbolista argentino. Juega como delantero y su equipo actual es San Martin de Formosa de la Tercera División del Futbol Argentino.

## Trayectoria
Se inició en las inferiores de Estudiantes de La Plata, siendo Eduardo "Bocha" Flores quien lo descubrió en un viaje a Formosa. El 9 de noviembre de 2012 firmó su primer contrato profesional con el Pincharrata, pero sin alcanzar a debutar con el plantel de primera. A consecuencia de esto, tuvo que sumar minutos con la reserva de Estudiantes. 
El 7 de julio de 2014 se anunció su pase al Victoria de Honduras junto con Diego Auzqui, por pedido del DT Cristian Guaita, exjugador de Estudiantes, quien lo conocía de su paso por las inferiores del club. Finalmente, tras el despido de Guaita, perdió la continuidad con el club hondureño y regresó a Estudiantes de La Plata para pelear por un lugar. 
Durante la Copa Argentina 2014/15, el DT Gabriel Milito lo hizo debutar para el primer plantel de Estudiantes, durante el juego por los treintaidosavos de final ante Santamarina de Tandil, ingresando a la cancha a los 51 minutos de juego en reemplazo de Ezequiel Cerutti. En 2015 estuvo a préstamo en el Torneo Federal B con El Linqueño.

## Clubes
| Club                    | País      | Año           |
| ----------------------- | --------- | ------------- |
| Estudiantes LP          | Argentina | 2013 - 2014   |
| Victoria                | Honduras  | 2014          |
| Estudiantes LP          | Argentina | 2015          |
| El Linqueño             | Argentina | 2015          |
| Estudiantes LP          | Argentina | 2016          |
| Juventud Las Piedras    | Uruguay   | 2016          |
| Cerro Largo             | Uruguay   | 2017          |
| Ciclón                  | Bolivia   | 2018          |
| Mariscal Sucre (Cobija) | Bolivia   | 2018          |
| Independiente           | Paraguay  | 2019          |
| Real Tomayapo           | Bolivia   | 2022-presente |
| San Martin de FORMOSA   | Argentina |               |